# Печатники (станция метро, Большая кольцевая линия)
«Печа́тники» — станция Московского метрополитена на Большой кольцевой линии. Связана пересадкой со станцией «Печатники» на Люблинско-Дмитровской линии. Располагается в районе Печатники (ЮВАО), по которому и получила своё название. Открыта 1 марта 2023 года в составе участка «Каховская» — «Нижегородская» во время церемонии полного замыкания Большой кольцевой линии.

## Расположение и пересадки
Располагается между станциями «Текстильщики» и «Нагатинский затон», в непосредственной близости от станции «Печатники» на Люблинско-Дмитровской линии.
На базе станции планируется строительство транспортно-пересадочного узла, в который войдёт автобусный терминал и многофункциональный комплекс с офисами, магазинами и гостиницей.
На станции имеются пересадки на одноимённую станцию Люблинско-Дмитровской линии и на одноимённый остановочный пункт Курского направления Московской железной дороги и линии МЦД-2.

## Наземный общественный транспорт
На этой станции можно пересесть на следующие маршруты городского пассажирского транспорта:
- Автобусы: м77, 30, 54, 228, 292, 350, 438, 703, с724, 736, 764, 765, с790, Вч

## Строительство
В мае 2017 года был объявлен открытый конкурс на строительство участка метро, включающего эту станцию. По данным из проекта договора из конкурсной документации выход подрядчика на площадки строительства планируется не позднее 16 октября 2017 года, начало проходки тоннелей — не позднее 1 июля 2018 года, окончание всех работ — не позднее 18 июля 2020 года. Договор на выполнение комплекса строительно-монтажных работ подписан 10 июля 2017 года с исполнителем ООО «МИП-СТРОЙ № 1». АО «Мосинжпроект» — генеральный проектировщик и генеральный подрядчик по строительству станций метро.
- 18 ноября 2017 года началось строительство станции[2], однако 20 сентября 2018 года Марат Хуснуллин опроверг эту информацию, написав о том, что активное строительство станции начнётся в 2019 году[10].
- 27 января 2020 года — стартовала проходка двухпутного перегонного тоннеля от станции «Текстильщики» до «Печатников»[11]. Длина перегона — около 1300 метров[12].
- 28 октября 2020 года ТПМК «Виктория» вышел в котлован станции «Печатники»[13].
- 30 января 2021 года ТПМК «Светлана» S-328 компании «Трансинжстрой» завершил проходку перегонного тоннеля от площадки № 8 до площадки № 7 и вышел в демонтажную камеру станции метро «Текстильщики» Большой Кольцевой линии Московского метрополитена[источник не указан 1038 дней].
- 20 апреля 2021 года начата проходка последнего двухпутного тоннеля на БКЛ[источник не указан 1038 дней].
- 29 ноября 2021 года завершена проходка двухпутного тоннеля «Печатники» — «Нагатинский Затон» Большой Кольцевой линии: ТПМК S-517 «Виктория» вышел в демонтажную камеру на станции «Нагатинский Затон»[14][15].
- 17 марта 2022 года началось строительство пересадки на одноимённую станцию Люблинско-Дмитровской линии[16][17].
- 14 апреля 2022 года завершилось подключение станции к электросетям[18].
- 13 октября 2022 года на станции завершили монтаж 17 эскалаторов[19].
- 11 ноября 2022 года завершён монолит пересадки с Большой кольцевой линии на одноимённую станцию Люблинско-Дмитровской линии[20][21][22].
- 15 ноября 2022 года завершён монтаж металлоконструкций перехода между станцией Большой кольцевой линии и одноимённой станцией МЦД-2[23].
- 30 ноября 2022 года завершена укладка рельсов[24][25][26].
- 4 января 2025 года — открытие объединённого вестибюля станции с Люблинско-Дмитровской линией[27].

| - Вид с воздуха на строительство станции. 5 мая 2022 года - Строительство станции, вид с улицы Гурьянова. 11 февраля 2023 года |

## Архитектура и оформление
Колонная станция мелкого заложения с двумя береговыми платформами. Заказчиком разработки концепции станции выступило АО «Мосинжпроект», а автором стало ОАО «Ленметрогипротранс». 17 октября 2018 года Архитектурный совет отклонил представленный дизайн-проект и предложил проработать наземную инфраструктуру пересадочной станции и уделить больше внимания логистике и комфорту пассажиров, рассмотрев более простые варианты оформления. В июне 2019 года главный архитектор Москвы Сергей Кузнецов сообщил, что станция будет оформлена в стиле необрутализм в чёрном, белом и сером цветах с использованием нержавеющей стали, натурального камня и алюминия, а наземные вестибюли будут выполнены в виде книжной полки.
| - Вход № 1 к северному вестибюлю станции - Эскалаторы на станции - Название станции на путевой стене - Объединённый вестибюль станций метро на улице Гурьянова |